# Mikayla Raines
Mikayla Raines (5 marzo 1995 – Faribault, 20 giugno 2025) è stata un'attivista e youtuber statunitense.
Mikayla Anne Raines è stata un'attivista animalista della fauna selvatica, nonché personalità influente e animatrice del canale YouTube Save a Fox. Era nota per i suoi video su YouTube mostrando la vita e il salvataggio degli animali nel suo rifugio, per i quali raccolse 2,4 milioni di iscritti e più di 850 milioni di visualizzazioni. La precoce fine della sua vita, morta suicida, fu determinata da una pressante campagna di bullismo online nei suoi confronti.

## Biografia

### Le origini
A soli ventidue anni fonda SaveAFox Rescue nel Minnesota, a Lakeville, un'organizzazione no-profit impegnata nella protezione e nel benessere degli animali. Si occupa principalmente del recupero di volpi in cattività, mirando a garantire un ambiente sicuro e a proteggere il loro benessere.
Fin da giovane aveva speso ogni momento della sua esistenza con generosità per assistere gli animali, sia che si trattasse di guidare una tartaruga attraverso la strada sia di salvare 500 volpi da un orrendo allevamento di pellicce. Non l'ha mai fatto per fama, ricchezze o profitti.

### Il successo su YouTube
Le sue testimonianze video hanno commosso e divertito molte persone, e parte del suo impatto si è esteso anche nel campo del cinema, con il film d'animazione Il robot selvaggio (The Wild Robot) candidato quest'anno al Premio Oscar per il miglior sonoro e che ha utilizzato voci prese in prestito dagli animali del canale social "Save a Fox". La volpe Finnegan è diventata uno degli animali più popolari su YouTube.
Non solo. Anche su Instagram Mikayla era molto seguita e popolare con quasi 500.000 followers.

#### I video più popolari
Tra i video più popolari – sono anche inclusi link per donazioni a Save a Fox, sottolineando la natura benefica e di supporto alla causa degli animali salvati – vi sono:
- Save a Fox: Le volpi che dicono HEHEHE (The foxes that say HEHEHE), pubblicato il 6 maggio 2020, è un cortometraggio che presenta attimi di vita quotidiana e serena con le volpi del rifugio. Nel filmato si possono osservare volpi come Dixie e Finnegan che si comportano in modo affettuoso e giocoso in un ambiente allegro. Mikayla chiama gli animali salvati e loro rispondono con suoni distintivi come "HEHEHE," mentre si divertono o cercano affetto, ricambiando l'amore e le attenzioni ricevute.

- Il video YouTube intitolato The Foxes Love Me.....Finnegan and Dixie, risalente al 14 marzo 2020, molto breve, mostra momenti divertenti e affettuosi con le volpi Finnegan, Dixie e Vixie, che vivono nel rifugio «Save a Fox». Nel video si vedono le volpi interagire mai in modo aggressivo, ma teneramente complici, con le loro tipiche "risatine" e atmosfere comiche. Nella breve "conversazione" si fa riferimento al comportamento delle volpi, come quando l'attivista riferisce "you can't be a bully" (non puoi essere un prepotente), il che aggiunge un tono quasi familiare al video. Sono più di 40mila i commenti social.

### I problemi di salute e la morte
Mikayla soffriva di una forma di autismo. Una vulnerabilità fisica che, di fronte alla proliferazione di fake news online, non è riuscita a gestire la sua ipersensibilità emotiva: ne rimase a lungo profondamente scossa. Ha cercato per anni di combattere il dolore, ma alla fine la pressione derivante dal cyberbullismo è stata insostenibile, ha raccontato il marito Ethan, con il cuore a pezzi, in un video pubblicato sui social. L'annuncio della tragica perdita fu comunicato dalla famiglia il 22 giugno 2025.

## Vita privata
La nota youtuber e influencer statunitense ha lasciato la figlia Freya e il marito Ethan che vogliono continuare il lavoro intrapreso nella difesa e il sostegno degli animali selvatici con costanti campagne di crowdfunding.